# György Révész
Dans le nom hongrois Révész György, le nom de famille précède le prénom, mais cet article utilise l’ordre habituel en français György Révész, où le prénom précède le nom.
György Révész est un scénariste et réalisateur hongrois né le 16 octobre 1927 à Budapest et décédé dans la même ville le 2 avril 2003.

## Biographie
Diplômé de l'École supérieure de théâtre et de cinéma de Budapest en 1950, György Révész fait ses débuts de réalisateur en 1954 avec Deux fois deux font parfois cinq (Kétszer kettő néha öt) et s'impose au fil des années comme un cinéaste fécond et éclectique.

## Filmographie partielle
- 1954 : Deux fois deux font parfois cinq (Készter kettö néha öt)
- 1957 : À minuit (Éjfélkor)
- 1958 : Drôle de nuit (Micsoda éjszaka !)
- 1959 : L'Homme convenable (A megfelelö ember)
- 1962 : La Terre des anges (Angyalok földje), d'après le roman de Lajos Kassák
- 1966 : Les débuts sont toujours difficiles (Minden kezdet nehéz)
- 1967 : Trois nuits d'amour (Egy szerelem három éjszakája)
- 1969 : L'Île du lion (Az oroszlán ugrani készül)
- 1970 : Voyage autour de mon crâne (Utazás a koponyám körül), d'après le roman de Frigyes Karinthy
- 1972 : Il était une fois une famille (Volt egyszer egy csalód)
- 1976 : Il était une fois un tortillard (Két pont Kôzött a legrö videbb görbe)
- 1977 : Qui m'a vu ? (Ki latött engem ?), sur le poète Endre Ady
- 1979 : Des Hongrois dans la prairie (Magyarok a prérin), documentaire
- 1984 : Les Jambes à son cou (Hanyatt-homlok)